# 范鸿泰

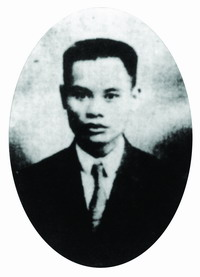
范鸿泰

范鸿泰（1892年—1924年6月19日），原名范成绩（Phạm Thành Tích），越南乂安人。1924年他试图在广州刺杀法属印度支那总督马兰（Martial Merlin），但没能成功，自尽。其墓经过迁移，最后建在黄花岗。

## 经历
范鸿泰早年加入越南青年革命同志會。在行刺马兰之前，他曾经图謀刺杀法国当局另一位高官，后经朋友多番相劝，才放弃了想法。

## 行刺经过
1924年6月18日，马兰抵达广州访问。事先知道马兰日程的范鸿泰带着手枪，准备在白鹅潭码头行刺。不料马兰所乘舰船一到，广东政府官员立刻近船迎接。范鸿泰认为如果此时射击，可能会造成周围广东人的伤亡，便改变了当场行刺的计划。
范鸿泰的第二次机会是马兰在法国驻广州领事馆款待客人设茶宴。范鸿泰扮成摄影记者混入法国领事馆，发现有广东政府人员在场，便又再次改变了计划。
6月19日范鸿泰期待的机会终于来临。当晚法国驻广州领事在沙面维多利亚酒店(今胜利宾馆)为马兰接风。20时45分左右，范鸿泰从窗口向内投掷炸弹。当场死三人（一人为中国人），伤五人；另有一对刚来广州的法国夫妇受重伤，送至医院后死亡，据说女方已有身孕。一位军官受伤很奇特，刀叉插入其胸口；还有一位法国人过度惊吓，呆坐在椅子上，失去知觉。但马兰距炸弹爆炸地点较远，迅速跑入附近房中躲避而幸免于难。
范鸿泰投弹后，立即向沙面南面珠江方向跑去，途中他鸣枪使法国人不敢过近追赶。他最后投白鹅潭自尽。尸体于6月21日上午被发现，证实了其身份。留有遗书《告全世界人民》。

## 影响
法国人事先对越南人会来“滋事”有一定心理准备。事前法国领事馆代领事嘉沙便认为恐会有越南人闹事，于是请求广东外交部门加以防范。但英国驻广州领事最初以为刺客是中国人，便照会广东政府在沙面要限制华人进出。虽然刺客不是中國人，6月30日沙面英法租界公商部仍公布“新警律”，规定从8月1日起，沙面华人进入，一概须携带通行证。终因广东省长廖仲恺的强硬态度和当地工人的罢工抗议方作罢。
范鸿泰的行动吸引了很多越南青年到广州，一部分人更是进入黄埔军校学习。范鸿泰的刺杀行动虽不成功，但依然不时被与15年前的安重根之刺伊藤博文作比较。

## 墓
范鸿泰的遗骸原葬于先烈路二望岗，墓向西南越南方向。1958年因扩建公路需要，迁葬于黄花岗。范鸿泰的遗孀、儿子及越南劳动党代表高鸿岭出席了新墓的落成仪式。 
范鸿泰墓为广州市的一个市级文物保护单位，类型为近现代重要史迹及代表性建筑，公布时间为2002年7月，历史年代为1924。